# Parakuara
Parakuara, jedna od izoliranih i slabo poznatih skupina brazilskih Indijanaca koji su možda srodni s Uru-Eu-Wau-Wau, plemenom Tupi-Kawahiba. Spominju se uz pleme Jurureí, i dvije druge skupine čija imena nisu poznata a jedni žive na rio Cautário, a drugi na Igarapé Água Branca, odnosno domorodačkoj zemlji plemena Uru-Eu-Wau Wau.